# Geometrina
Geometrina is een geslacht van vlinders van de familie spanners (Geometridae), uit de onderfamilie Geometrinae.

## Soorten
- G. flavimargo Prout, 1913
- G. gigas Warren, 1903
- G. minor Warren, 1903